# Лембой
Лембой – персонаж, що відноситься до демонології, зокрема слов’янської. Асоціюється з народно-міфічним поняттям чорт, вважається посередником між людьми та невидимою нечистою силою. Лембоєм називається людина, чорний маг, що начебто заклинаннями дистанційно вбиває людину, для поглинання її життєвої сили. Лембой входить  у круг найближчих учнів свого наставника і вчителя кандука.
Саме з дією лембоїв та кандуків начебто пов’язані явища масових непояснюваних суїцидів, в т. ч. суїциди в результаті «постродового синдрому» (безпричинне самовбивство матері себе з немовлям), велика суїцидальність як на автомагістралях, так і на окремих ділянках автомагістралей.

## Етимологія
«Лембой» за однією версією походить від: лембой лембей, лембай, лямбой, лемба, леман, лехман — нечистий дух, дідько чи чорт. Лембой, лемба, леман з фінно-угорських мов (карельськ. lemb оі, lempo — «злий дух, чорт, нечистий»; фінське lembo или Lemmes — «лісове божество, батько землі, лісовий чорт»).  
«Лембої, нечиста сила, чорти; їм подневільні закляті, з ними зустрічаються клохтуни чи єрестуни, діти, прокляті батьками. ЛЕМБОЙ — табуїстична назва нечистої сили, яка у різних місцях відносилася до різних нечистих духів. В деяких повір'ях вони були аналогічно дідькам.

## Альтернативні назви
Чорт
Дідько
Нечистий дух
Біс
Диявол

## Образ і функції
В народній демонології, лембой асоціюється з нечистим, дияволом, нижчими з бісів, посередниками між духами повітря і людиною, як люди, їдять і п’ють. Вживається в українців, білорусів, росіян, народів Балтії, як елемент збірного поняття про нечисту силу, в т. ч. й як сварливий вигук-порівняння «Кой лембой ты там делал?» леймбой тебе візьми, як вигук, що виражає гнів, обурення: лембой його знає